# Çeşme
Çeşme là một huyện thuộc tỉnh İzmir, Thổ Nhĩ Kỳ. Huyện có diện tích 257 km² và dân số thời điểm năm 2007 là 27796 người, mật độ 108 người/km².